# Glover Morrill Allen
Glover Morrill Allen (ur. 8 lutego 1879 w Walpole, zm. 14 lutego 1942 w Cambridge) – amerykański zoolog i ornitolog.

## Życiorys
Urodził się w Walpole (New Hampshire) jako syn ministra Nathaniela Glovera Allena oraz Harriet Ann Schouler Allen. Jego ojciec, który miał 68 lat, gdy urodził mu się syn, przeszedł na emeryturę w 1885 r., kiedy to rodzina przeniosła się do Newton (Massachusetts). Zmarł, gdy jego syn miał 10 lat. Allen uczęszczał do lokalnych szkół publicznych (m.in.: Newton High School), a następnie wstąpił na Harvard, gdzie został członkiem Phi Beta Kappa i uzyskał magna cum laude w 1901 r., w zakresie: zoologia i języki obce. Jego pierwsza poważna publikacja, „The Birds of Massachusetts”, ukończona dzięki pomocy Reginalda H. Howe, Jr., została opublikowana jeszcze przed ukończeniem studiów, a jego monografia „List of the Birds of New Hampshire” ukazała się w 1903 r. Allen uzyskał tytuł magistra na Harvardzie w 1903 r. i swój doktorat tamże w 1904 r. Jego rozprawa doktorska, prawdopodobnie pierwsza w dziedzinie mammologii ukończona w jakiejkolwiek amerykańskiej uczelni podyplomowej, dotyczyła „Dziedziczności koloru sierści u myszy”. W tym samym roku (1904) opublikowano także „Listę ssaków Nowej Anglii” jego autorstwa.
Po studiach na Harvard University otrzymał posadę kustosza działu Ssaków w Museum of Comparative Zoology Uniwersytetu Harvarda.